# Conus splendidulus
Conus splendidulus é uma espécie de gastrópode do gênero Conus, pertencente a família Conidae.